# هنک مایر
هنک مایر (انگلیسی: Henk Meijer؛ متولد ۲۲ ژوئیه ۱۹۵۹) مربی تکواندوی هلندی و تکواندوکار بازنشسته المپیکی است. وی در هفتمین دوره مسابقات قهرمانی تکواندو جهان در سال ۱۹۸۵ قهرمانی کلاس سنگین‌وزن مردان را بدست آورد و تبدیل به اولین غیر کره ای جهان شد که توانست در کره جنوبی موفق به کسب عنوان قهرمانی جهان در تکواندو شود. وی در المپیک تابستانی ۲۰۰۰ و ۲۰۰۴ مربی تیم تکواندوی المپیک هلند بود و بعداً مربی تیم ملی تکواندو فرانسه شد. در فوریه ۲۰۱۰، وی به عنوان سرمربی برای فدراسیون تکواندوی یونان شروع به کار کرد.